# Behind the Mask
"Behind the Mask" es una canción del grupo japonés de música electrónica Yellow Magic Orchestra lanzada en 1979. Tres años después, el cantante estadounidense Michael Jackson hizo su versión de la canción, añadiéndole letra, que fue incluida en su álbum póstumo Michael, lanzado el 14 de diciembre de 2010.

## Antecedentes y lanzamiento
Quincy Jones escuchó la versión de Yellow Magic Orchestra durante las sesiones de grabación de Thriller, y la trajo a Jackson. Jackson había grabado la canción, añadiendo una línea melódica y algunos versos más. Pero dado a las batallas legales que hubo para publicar la canción, esto no pudo concretarse, por lo tanto, no fue publicada en Thriller, y permaneció inédita por más de 25 años. Sin embargo, como parte del acuerdo de Sony Music con el Patrimonio de Michael Jackson para la grabación de 10 álbumes, la canción fue anunciada para ser lanzada en el álbum póstumo de Jackson, titulado Michael. La cantante Shanice proporciona coros en la canción. En febrero de 2011, la canción fue lanzada como single en Francia. En un anuncio posterior de la página oficial de Jackson, la canción fue lanzada como radio-single no solo en Francia, sino también en los Estados Unidos, Canadá y Japón.

## Recepción de la crítica
La canción recibió críticas positivas de los críticos de música. Jody Rosen, de la revista Rolling Stone, llama la canción "como una especie de primo de la canción Wanna Be Startin' Somethin'". Dan Martin, de NME, pensaba que la canción fue "una revelación absoluta, un remolino de psicodelia, la orquesta-twinged R&B", y dijo: "Los gritos de Jackson son una melodía de oro sólido." Jason Lipshutz, con Gail Mitchell y Gary Graff, de Billboard, dijeron que la canción era "una necesidad escuchar canciones de Michael ", y "tiene el número más alto de la firma de Jackson, donde Jackson utiliza su clásico Hee hee!". La canción fue originalmente un hit de 1979 por Ryuichi Sakamoto, del grupo Yellow Magic Orchestra con letras acerca de una mujer insensible, pero la versión final que fue completada por John McClain, mezclada con aplausos y gritos de las multitudes de los conciertos del DVD Bucarest: The Dangerous Tour. Leah Greenblatt de Entertainment Weekly pensaba que la canción parecía "extrañamente fechado por aquél saxo, aunque tal vez eso hace que sea un buen compañero a la cadenciosa Much Too Soon, una reliquia real de los años 80". El autor del próximo libro, Man In The Music: The Created Life & Work Of Michael Jackson, Joe Vogel, pensó que John McClain actualizó el tema, además de que fue hábil hacerlo, lo que marca el nuevo sonido retro y al mismo tiempo que la canción era "sin duda uno de los aspectos más destacados del álbum".

## Video musical
El 28 de febrero de 2011, un proyecto de un video musical titulado "Behind the Mask Project" se había anunciado: "El Patrimonio de Michael Jackson y Sony Music ofrecerán a todos los que le gusta la música, la oportunidad de ayudar a crear una línea única de videos musicales innovadoras para el single 'Behind the Mask ". Personas de todo el planeta podían utilizar una herramienta en línea fácil de usar para participar en el video musical desde el 7 de marzo de 2011. El 30 de marzo, un "teaser" de 17 segundos apareció, y Sony Music realizó un total de tres "teasers" con algunas de las miles de aportaciones para el "Behind The Mask Project".
El 6 de junio de 2011 se publicó el tráiler oficial del vídeo, anunciando cuando éste sería publicado. El 14 de junio de 2011 el vídeo oficial y definitivo fue publicado en el canal oficial de Michael Jackson en YouTube, aunque solo accesible mediante la página del Rey del Pop en la red social Facebook para sus casi 40 millones de seguidores en dicha red (actualmente cuenta con 75 millones). Un día después el vídeo fue clasificado y es accesible mediante YouTube como cualquier otro vídeo del cantante, completando así su definitivo y ansiado lanzamiento.
Este vídeo se ha convertido en el más internacional y multi-colaborativo de la historia. En los 1600 clips que lo componen, se pueden ver personas desde el desierto del Sáhara hasta las principales ciudades del Mundo, pasando por el Taj Mahal e incluso el Polo Norte.
Actualmente, se está evaluando incluirlo en el Libro Guinness de los Récords como el vídeo musical en el que han aparecido más personas de todos los tiempos. El vídeo oficial de la canción fue finalmente subido al canal de YouTube de Jackson el 3 de agosto de 2018.

## Track listing
Digital Download
1. "Behind the Mask" (Album Version) - 5:03

Promotional Digital Single
1. "Behind the Mask"  - 5:03

France Promotional CD Single
1. "Behind the Mask" (Radio Edit) - 3:35

## Charts
| Chart (2011)                   | Peak position |
| ------------------------------ | ------------- |
| Bélgica (Ultratip 50 Wallonia) | 24            |

## Historial de lanzamiento
| País    | Fecha                 | Formato                          |
| ------- | --------------------- | -------------------------------- |
| Francia | 21 de febrero de 2011 | CD single (promo), Radio airplay |
| Francia | 11 de abril de 2011   | Vinyl Single                     |
| Italia  | 12 de abril de 2011   | Vinyl Single                     |